# Ribeira do Pombal (kommun)
Ribeira do Pombal är en kommun i Brasilien.   Den ligger i delstaten Bahia, i den östra delen av landet, 1 200 km nordost om huvudstaden Brasília. Antalet invånare är 48 271.
Följande samhällen finns i Ribeira do Pombal:
- Ribeira do Pombal

Omgivningarna runt Ribeira do Pombal är huvudsakligen savann. Runt Ribeira do Pombal är det ganska tätbefolkat, med 58 invånare per kvadratkilometer.